# Các di chỉ Thổ ty
}}
Các di chỉ Thổ ty (tiếng Trung: 土司遗址; bính âm: Tǔsī YíZhǐ) bao gồm nhiều các địa điểm Thổ ty cổ đã được UNESCO công nhận là di sản thế giới vào ngày 3 tháng 7 năm 2015. Đây là di sản thế giới thứ 48 tại Trung Quốc.

## Bối cảnh
Đứng đầu mỗi Thổ ty là một nhà lãnh đạo bộ tộc được phong quan chức bởi hoàng gia Trung Quốc cổ đại. Nó là vùng đất của một hệ thống chính trị cổ đại cai trị vùng đồng bào dân tộc thiểu số được thông qua bởi các hoàng đế Trung Quốc ở khu vực Tây Nam và Nam Hoa Trung. Hệ thống này đã được sử dụng trong 1000 năm.

## Mô tả
Tại phiên họp thứ 39 của Ủy ban Di sản thế giới, hệ thống Thổ ty nhằm tạo ra khu vực hành chính quốc gia thống nhất, đồng thời cho phép người dân tộc thiểu số giữ nguyên phong tục và lối sống cũng như bản sắc văn hóa của họ.
Di sản này bao gồm 3 khu vực nằm rải rác tại các tỉnh Hồ Nam, Hồ Bắc và Quý Châu.
| Số thứ tự UNESCO | Tên                                        | Vị trí                          | Tọa độ                                          | Diện tích                                  |
| ---------------- | ------------------------------------------ | ------------------------------- | ----------------------------------------------- | ------------------------------------------ |
| 1474-001         | Di chỉ Thổ ty thành Lão Tư 老司城遗址      | Vĩnh Thuận, Hồ Nam              | 28°59′55″B 109°58′1″Đ / 28,99861°B 109,96694°Đ  | Diện tích: 534,24 Ha Vùng đệm: 1.023,93 Ha |
| 1474-002         | Di chỉ Thổ ty Đường Nhai 唐崖土司城址      | Hàm Phong, Hồ Bắc               | 29°41′26″B 109°00′19″Đ / 29,69056°B 109,00528°Đ | Diện tích: 86,62 Ha Vùng đệm: 973,61 Ha    |
| 1474-003         | Di chỉ Thổ ty Pháo đài Hải Long đồn 海龙屯 | Hối Xuyên, Tuân Nghĩa, Quý Châu | 27°48′42″B 106°49′1″Đ / 27,81167°B 106,81694°Đ  | Diện tích: 160,42 Ha Vùng đệm: 1.127,79 Ha |